# Édouard Boubat
Édouard Boubat (París, 1923 - Montrouge, 1999) va ser un fotògraf i reporter gràfic francès, que és considerat com un dels principals representants de la fotografia humanista a França.
Va néixer el 13 de setembre de 1923 al barri parisenc de Montmartre i va estar estudiant fotogravat a l'escola superior d'arts i indústries gràfiques de París entre 1938 i 1942. En finalitzar la segona guerra mundial comença a interessar-se en la fotografia i en 1947 obté el premi Kodak en el Saló Internacional de Fotografia celebrat a París, poc després comença a treballar com a reporter gràfic per a la revista mensual Realités, sent el seu primer treball un reportatge sobre la peregrinació a Santiago de Compostel·la. En convertir-se en fotògraf independent en 1967 va treballar per a l'agència Rapho entre d'altres. Va recórrer com a fotògraf gran quantitat de països: Espanya, Itàlia, Alemanya, Noruega, Estats Units, Canadà, Mèxic, Brasil, Egipte, el Marroc, Japó, Corea i el Carib.
El 1955 va ser seleccionat per participar en l'exposició The family of man en el MOMA. El 1971 va rebre la medalla David Octavius Hill de la Societat alemanya de fotografia, el 1984 el gran premi nacional de fotografia de París i el 1988 va rebre el premi internacional de la Fundació Hasselblad.
Va procurar mostrar escenes que reflectissin la poesia en la vida quotidiana. Algunes de les seves fotografies s'han convertit en icones d'una societat, com La petite fille aux feuilles mortes que va realitzar el 1947 en el jardí del Luxemburg de París, o Lella, Bretagne realitzada aquest mateix any, o la titulada Parc de Saint-Cloud de 1981.
La seva obra ha estat publicada en nombrosos llibres i va realitzar nombroses exposicions individuals i col·lectives, sobretot a França, Itàlia i Estats Units. No obstant això, el seu treball no ha estat gairebé exposat a Espanya encara que el 2007 va participar en l'exposició col·lectiva organitzada per la Fundació Foto Colectania a Barcelona titulada Dona, etcètera. Moda i dona en les col·leccions.